# Dana Barros
Dana Bruce Barros (Boston, 13 aprile 1967) è un ex cestista e allenatore di pallacanestro statunitense, professionista nella NBA.

## Carriera
È stato selezionato dai Seattle SuperSonics al primo giro del Draft NBA 1989 (16ª scelta assoluta).

## Statistiche

### College
| Anno      | Squadra          | PG  | PT | MP   | TC%  | 3P%  | TL%  | RP  | AP  | PRP | SP  | PP   |
| --------- | ---------------- | --- | -- | ---- | ---- | ---- | ---- | --- | --- | --- | --- | ---- |
| 1985-1986 | Boston C. Eagles | 28  | 28 | 34,7 | 47,9 | -    | 79,1 | 2,8 | 3,5 | 2,0 | 0,0 | 13,7 |
| 1986-1987 | Boston C. Eagles | 29  | 29 | 39,5 | 45,8 | 40,5 | 85,0 | 2,9 | 3,8 | 1,2 | 0,1 | 18,7 |
| 1987-1988 | Boston C. Eagles | 33  | -  | 37,1 | 48,0 | 45,4 | 85,0 | 3,4 | 4,1 | 1,3 | 0,1 | 21,9 |
| 1988-1989 | Boston C. Eagles | 29  | -  | 35,2 | 47,5 | 42,9 | 85,7 | 3,6 | 3,3 | 1,6 | 0,1 | 23,9 |
| Carriera  | Carriera         | 119 | 57 | 36,6 | 47,3 | 43,2 | 84,1 | 3,2 | 3,7 | 1,5 | 0,1 | 19,7 |

### NBA

#### Regular Season
| Anno      | Squadra            | PG  | PT  | MP   | TC%  | 3P%  | TL%  | RP  | AP  | PRP | SP  | PP   |
| --------- | ------------------ | --- | --- | ---- | ---- | ---- | ---- | --- | --- | --- | --- | ---- |
| 1989-1990 | Seattle S.Sonics   | 81  | 25  | 20,1 | 40,5 | 39,9 | 80,9 | 1,6 | 2,5 | 0,7 | 0,0 | 9,7  |
| 1990-1991 | Seattle S.Sonics   | 66  | 0   | 11,4 | 49,5 | 39,5 | 91,8 | 1,1 | 1,7 | 0,3 | 0,0 | 6,3  |
| 1991-1992 | Seattle S.Sonics   | 75  | 1   | 17,7 | 48,3 | 44,6 | 75,9 | 1,1 | 1,7 | 0,7 | 0,1 | 8,3  |
| 1992-1993 | Seattle S.Sonics   | 69  | 2   | 18,0 | 45,1 | 37,9 | 83,1 | 1,6 | 2,2 | 0,9 | 0,0 | 7,8  |
| 1993-1994 | Philadelphia 76ers | 81  | 70  | 31,1 | 46,9 | 38,1 | 80,0 | 2,4 | 5,2 | 1,3 | 0,1 | 13,3 |
| 1994-1995 | Philadelphia 76ers | 82  | 82  | 40,5 | 49,0 | 46,4 | 89,9 | 3,3 | 7,5 | 1,8 | 0,0 | 20,6 |
| 1995-1996 | Boston Celtics     | 80  | 25  | 29,1 | 47,0 | 40,8 | 88,4 | 2,4 | 3,8 | 0,7 | 0,0 | 13,0 |
| 1996-1997 | Boston Celtics     | 24  | 8   | 29,5 | 43,5 | 41,0 | 86,0 | 2,0 | 3,4 | 1,1 | 0,3 | 12,5 |
| 1997-1998 | Boston Celtics     | 80  | 15  | 21,1 | 46,1 | 40,7 | 84,7 | 1,9 | 3,6 | 1,0 | 0,1 | 9,8  |
| 1998-1999 | Boston Celtics     | 50  | 16  | 23,1 | 45,3 | 40,0 | 87,7 | 2,1 | 4,2 | 1,0 | 0,1 | 9,3  |
| 1999-2000 | Boston Celtics     | 72  | 0   | 15,8 | 45,1 | 41,0 | 86,8 | 1,4 | 1,8 | 0,4 | 0,1 | 7,2  |
| 2000-2001 | Detroit Pistons    | 60  | 0   | 10,8 | 44,4 | 41,9 | 85,0 | 1,6 | 1,8 | 0,5 | 0,0 | 8,0  |
| 2001-2002 | Detroit Pistons    | 29  | 20  | 20,1 | 38,5 | 33,8 | 77,8 | 2,0 | 2,7 | 0,5 | 0,1 | 6,7  |
| 2003-2004 | Boston Celtics     | 1   | 0   | 11,0 | 66,7 | -    | 100  | 0,0 | 0,0 | 0,0 | 0,0 | 6,0  |
| Carriera  | Carriera           | 850 | 264 | 22,9 | 46,0 | 41,1 | 85,8 | 1,9 | 3,3 | 0,9 | 0,1 | 10,5 |

#### Playoffs
| Anno     | Squadra          | PG | PT | MP   | TC%  | 3P%  | TL%  | RP  | AP  | PRP | SP  | PP  |
| -------- | ---------------- | -- | -- | ---- | ---- | ---- | ---- | --- | --- | --- | --- | --- |
| 1991     | Seattle S.Sonics | 3  | 0  | 8,3  | 69,2 | 40,0 | 75,0 | 1,3 | 1,7 | 1,0 | 0,0 | 7,7 |
| 1992     | Seattle S.Sonics | 7  | 0  | 13,7 | 52,5 | 58,8 | -    | 1,0 | 1,1 | 0,6 | 0,0 | 7,4 |
| 1993     | Seattle S.Sonics | 16 | 0  | 8,5  | 46,8 | 31,3 | 75,0 | 0,8 | 0,8 | 0,3 | 0,0 | 3,4 |
| 2002     | Detroit Pistons  | 4  | 0  | 1,5  | 33,3 | 0,0  | -    | 0,0 | 0,3 | 0,0 | 0,0 | 0,5 |
| 2004     | Boston Celtics   | 1  | 0  | 1,0  | 0,0  | -    | -    | 0,0 | 0,0 | 0,0 | 0,0 | 0,0 |
| Carriera | Carriera         | 31 | 0  | 8,5  | 51,0 | 43,6 | 75,0 | 0,7 | 0,8 | 0,4 | 0,0 | 4,3 |

## Palmarès
- NBA Most Improved Player (1995)
- NBA All-Star (1995)
- Miglior tiratore da tre punti NBA (1992)